# Petaliaeschna corneliae
Petaliaeschna corneliae – gatunek ważki z rodziny żagnicowatych (Aeshnidae). Występuje we wschodnich Chinach; stwierdzono go w prowincjach Fujian i Zhejiang.